# Jelenia Góra
Jelenia Góra er en mellemstor købstad i det sydvestlige Polen med en befolkning på lidt under 82.000. Byen ligger i den nederschlesiske region tæt på grænsen til Tjekkiet.

## Historie
Byen blev grundlagt i starten af 1100-tallet og blev udbygget af hertug Bolesław II i 1241 og i 1288 fik byen sine købstadsrettigheder. I middelalderen, en del af Polen. I 1526 kom byen under det habsburgske Østrig under navnet Hirschberg, der betyder noget i retning af 'Hjortebjerget'. Byen blev senere annekteret af Kongeriget Preussen sammen med resten af Nedre Schlesien. I 1871 blev Hirschberg/Jelenia Góra en del af det tyske rige og var en af de største byer i provinsen Schlesien. Efter Første verdenskrig blev byen i 1919 en del af provinsen Nedre Schlesien.
Efter Anden verdenskrig blev byen indlemmet i Polen som følge af beslutningerne på Potsdamkonferencen. Byen er herefter kendt under sit polske navn, Jelenia Góra. Efter indlemmelsen i Polen blev de tilbageværende tyske indbyggere forvist til DDR og erstattet af etniske polakker.

## Andet
Jelenia Góra har Randers som sin danske venskabsby.

## Galeri
- Rådhuset i Jelenia Góra. Den gamle sporvogn på billedet er i dag kiosk
- Teater
- Gamle bydel
- Frelserens kirke (barok)